# Gadolinium-163
Gadolinium-163 of 163Gd is een onstabiele radioactieve isotoop van gadolinium, een lanthanide. De isotoop komt van nature niet op Aarde voor.
Gadolinium-163 ontstaat onder meer bij het radioactief verval van europium-163.
{\displaystyle {\ce {{^{163}_{63}Eu}->{^{163}_{64}Gd}+{e^{-}}+{\bar {\nu }}_{e}}}}

## Radioactief verval
Gadolinium-163 vervalt door β−-verval naar de radio-isotoop terbium-163:
{\displaystyle {\ce {{^{163}_{64}Gd}->{^{163}_{65}Tb}+{e^{-}}+{\bar {\nu }}_{e}}}}
De halveringstijd bedraagt 1,13 minuten.
133Gd · 134Gd · 135Gd · 136Gd · 137Gd · 138Gd · 138mGd · 139Gd · 139mGd · 140Gd · 141Gd · 141mGd · 142Gd · 143Gd · 143mGd · 144Gd · 145Gd · 145mGd · 146Gd · 147Gd · 147mGd · 148Gd · 149Gd · 150Gd · 151Gd · 152Gd · 153Gd · 153m1Gd · 153m2Gd · 154Gd · 155Gd · 155mGd · 156Gd · 156mGd · 157Gd · 158Gd · 159Gd · 160Gd · 161Gd · 162Gd · 163Gd · 164Gd · 165Gd · 166Gd · 167Gd · 168Gd · 169Gd · 170Gd